# Сендайский океанариум
Сендайский океанариум «Морской лес» (яп. 仙台うみの杜水族館) — общественный океанариум, расположенный в японском городе Сендай. Океанариум создан в 2015 году как преемник мацусимского океанариума «Морской пирс», который просуществовал 88 лет.

## История

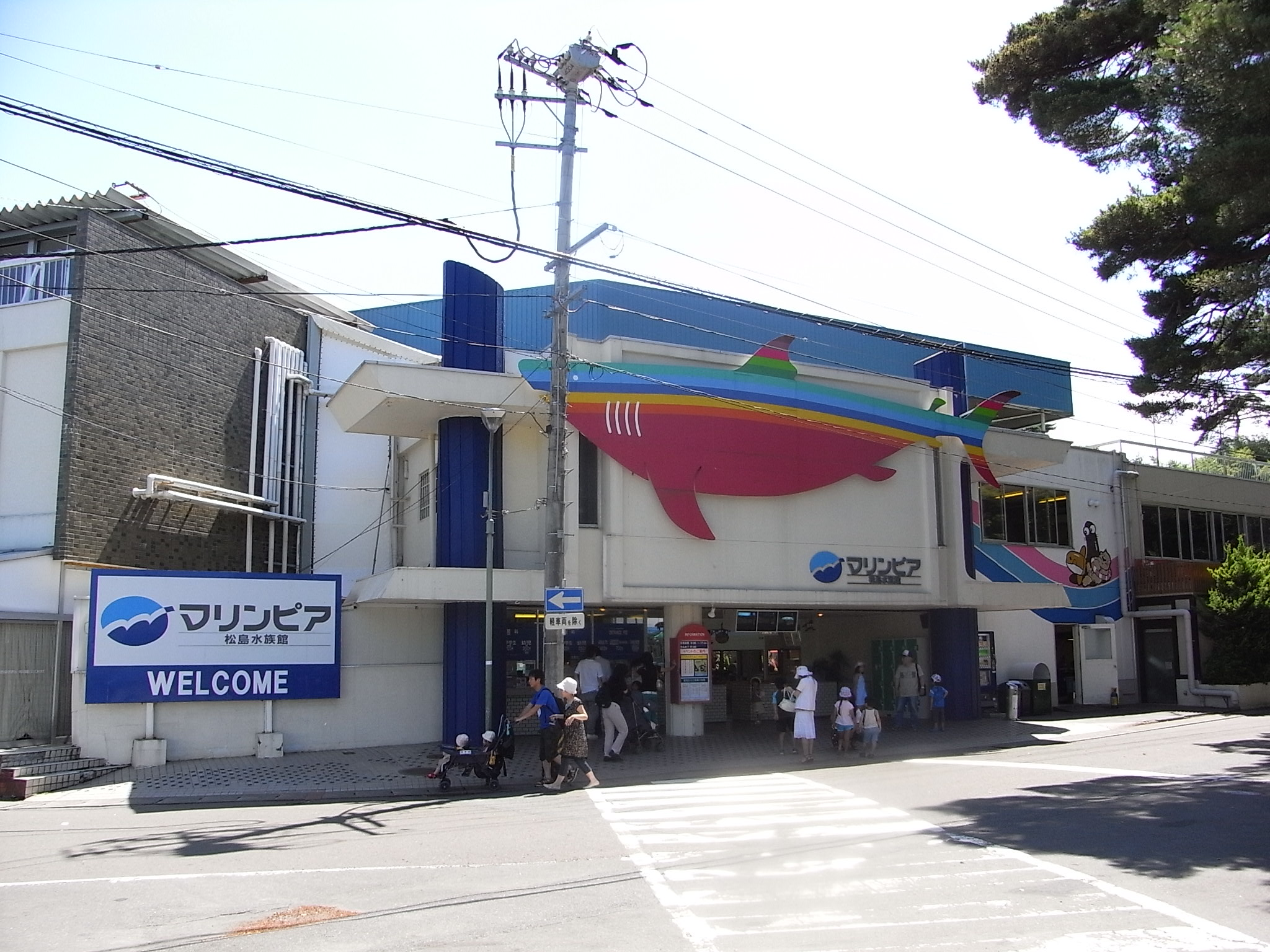
Мацусимский океанариум «Морской пирс»

Мацусимский океанариум «Морской пирс» (яп. マリンピア松島水族館) — общественный океанариум в Мацусиме префектуры Мияги, открытый 1 апреля 1927 года и закрытый 10 мая 2015 года, что сделало его вторым по продолжительности существования аквариумом в Японии после океанариума Уодзу.
В 2015 году океанариум «Морской пирс» в Мацусиме был закрыт, а все морские животные были переданы вновь созданному океанариуму «Морской лес» в Сендае.

### Землетрясение и цунами
В 2011 году землетрясение и цунами в префектуре Фукусима вызвали затопление мацусимского океанариума морской водой и грязью, что привело к поломке циркуляционного насоса. Это привело к потере около 5 % из примерно 4000 животных океанариума. Океанариум получил новых тропических рыб и медуз из океанариума Камо, океанариума Осаки и океанариума Кагосимы.

## Экспозиция
Океанариум размещён в двухэтажном здании, общей площадью около 10 тыс. квадратных метров. В океанариуме установлено около 100 резервуаров для воды различного размера.
Фонды океанариума содержат около 50 тысяч существ ― обитателей аквариумов и террариумов, представителей 300 видов. От мацусимского океанариума были переданы около 700 существ, включая дельфинов и беспёрых морских свиней, а также рыбы из региона Санрику.
Океанариум размещён в двухэтажном здании, в котором установлено около 100 аквариумов с морскими обитателями. Внутри здания размещён самый большой в провинции Тохоку открытый бассейн. Трибуны открытого бассейна рассчитаны на размещение около 1000 человек. В бассейне несколько раз в день проводятся представления с дрессированными дельфинами и морскими львами. Океанариум также вкладывает усилия в программу разведения пингвинов, разводя 5 видов.
До океанариума можно добраться на поезде от станции Сендай по линии Сэнсэки (Senseki line) до станции Наканосакаэ (Nakanosakae). На площади у станции находится остановка бесплатного автобуса.
Большой аквариум океанариума, названный «Сверкающее море жизни» представляет собой резервуар шириной 13 м, высотой 6,5 м, глубиной 7,5 м и объёмом воды весом 990 тонн. В аквариуме воспроизводятся условия моря у побережья Санрику. В аквариуме содержится около 25 тыс. существ 50 различных видов в естественной среде без крыши.

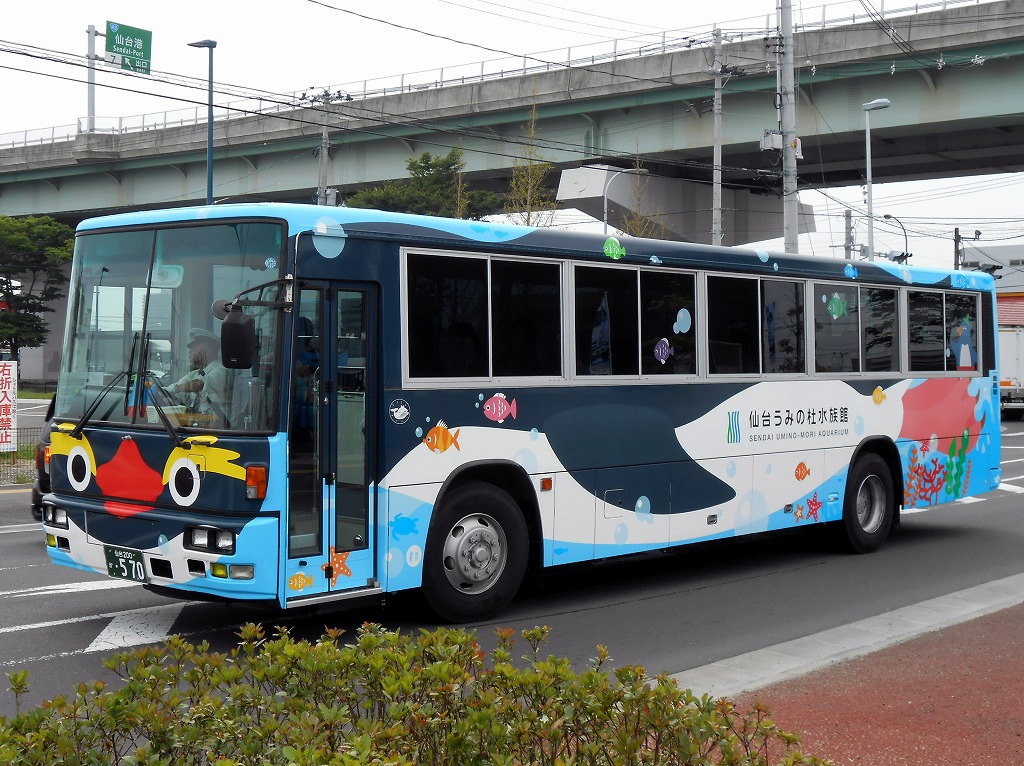
Автобус-челнок между станцией и океанариумом
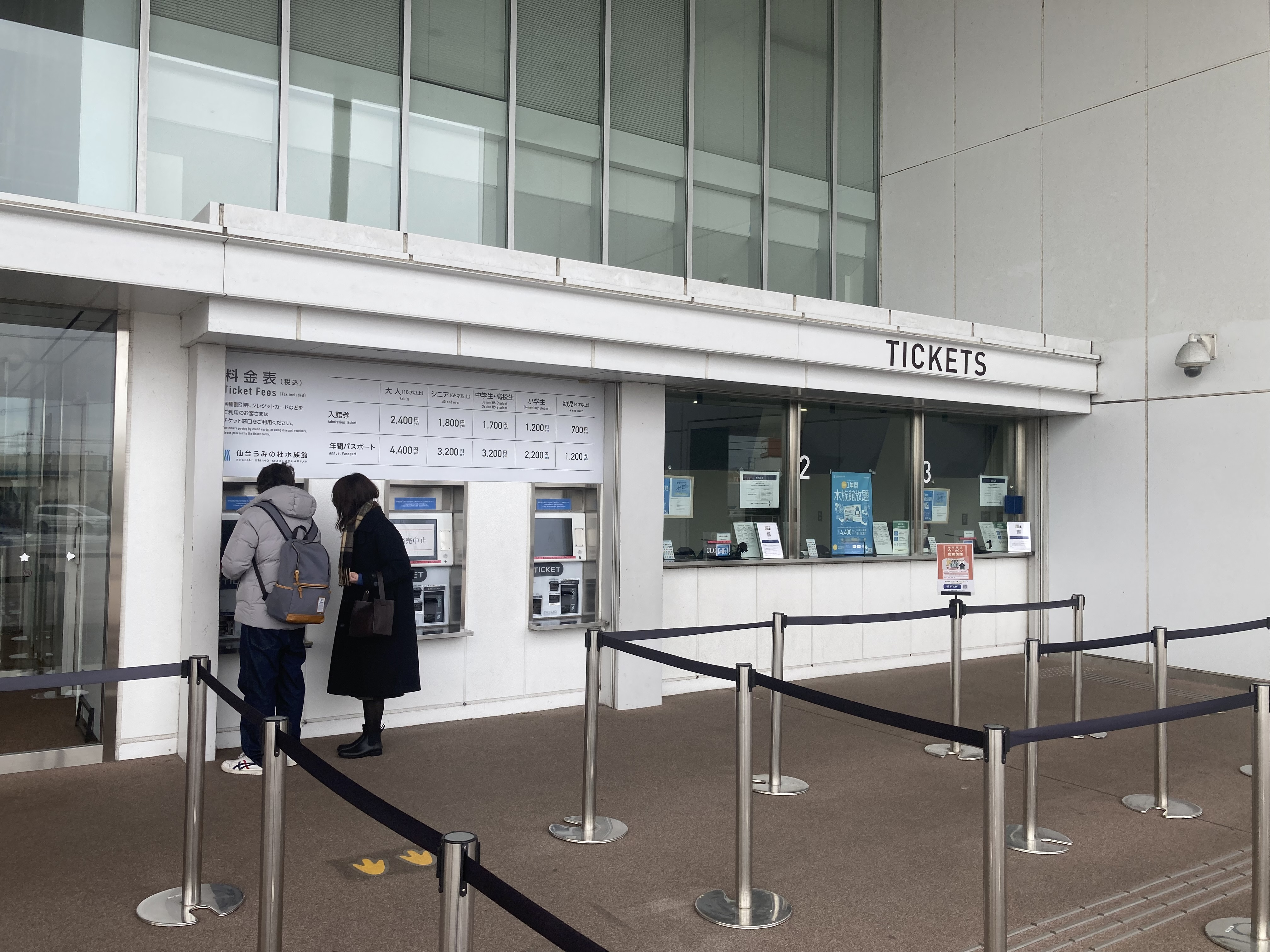
Кассы океанариума

## Синие акулы
Особое внимание в океанариуме уделяется выращиванию и представлению синих акул, как представителей морской флоры региона Санрику. Выращенные в цилиндрическом резервуаре, отдельном от основного большого аквариума, большинство молодых акул первоначально не выживали долго.
В 2016 году были пойманы и доставлены в аквариум три синие акулы. В 2017 году один из них, самец, побил предыдущий рекорд содержания в неволе в 244 дня.
Позже в 2018 году была поймана синяя акула, которая прожила в неволе 873 дня, пока не умерла в декабре 2020 года, что значительно увеличило рекорд. Акула была поймана 27 июля 2018 года и доставлена в океанариум. Общая длина на момент доставки составляла 51 см, предполагаемый вес — 345 г, возраст ― около года. Причина смерти была связана с нарушением плавания из-за обезвоживания. На момент смерти общая длина тела составляла 114 см, а вес — 4 кг. Эта скорость роста соответствовала росту синих акул на свободе.

## Экспонаты океанариума

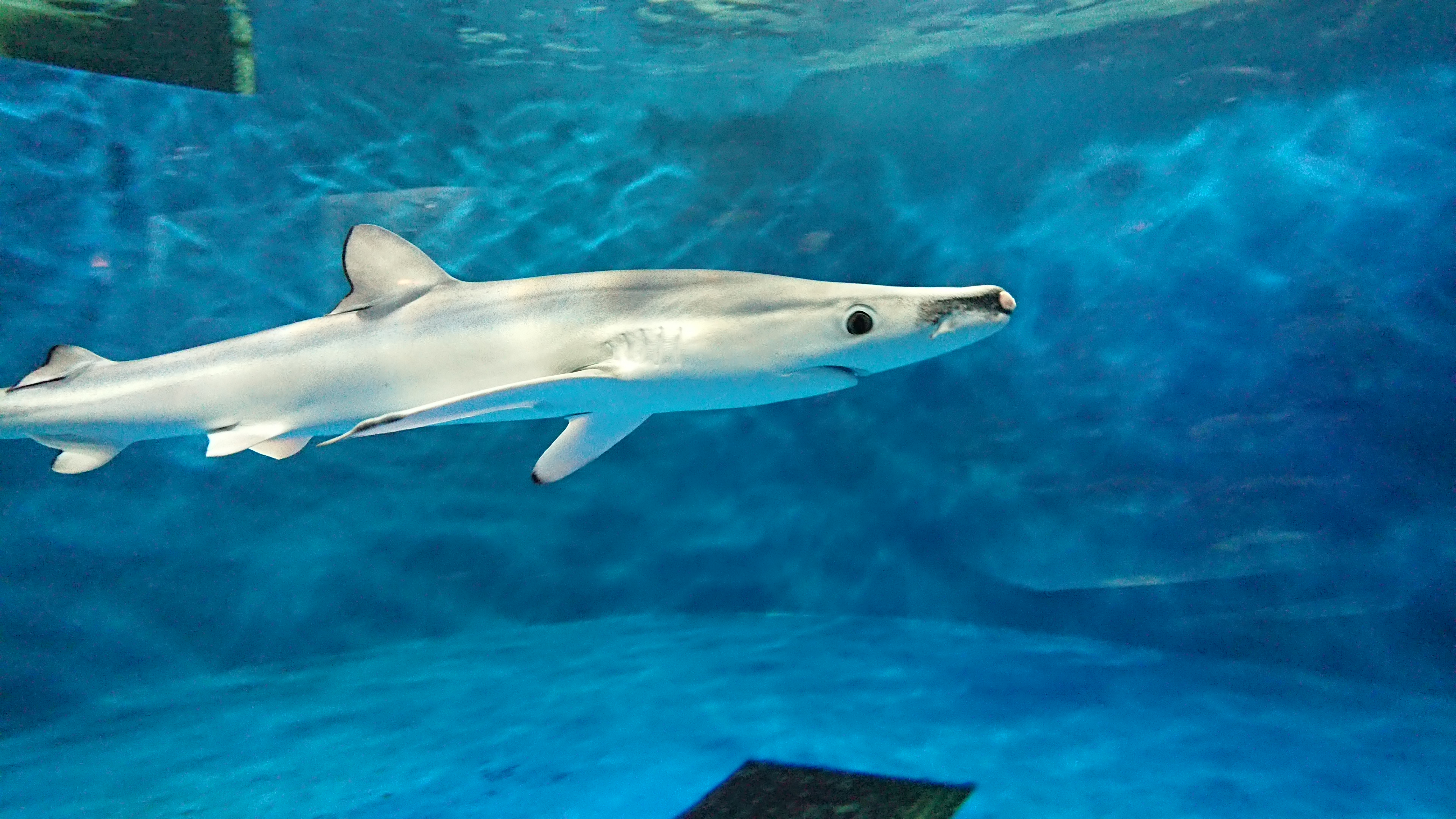
Голубая акула
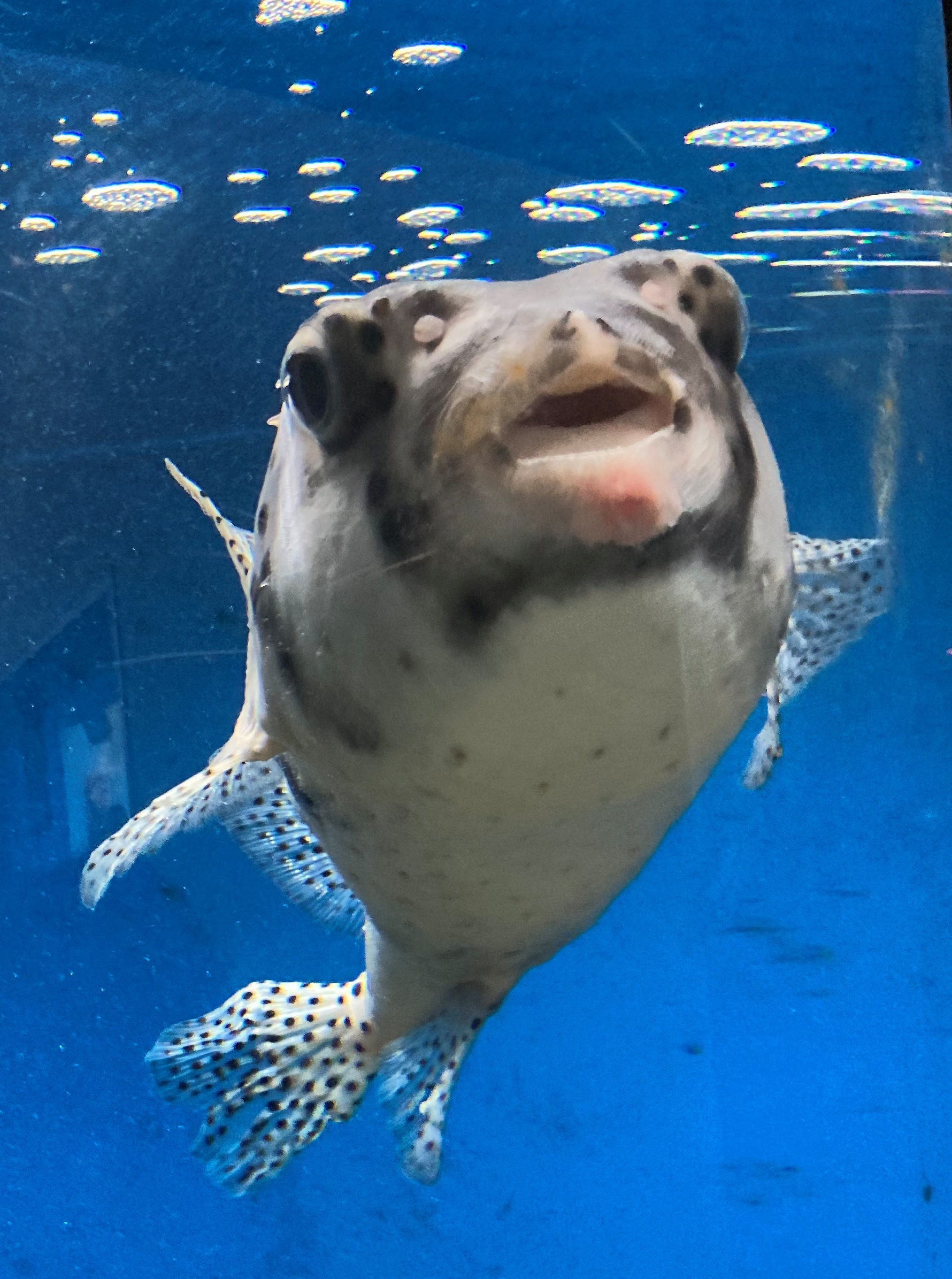
Рыба фугу
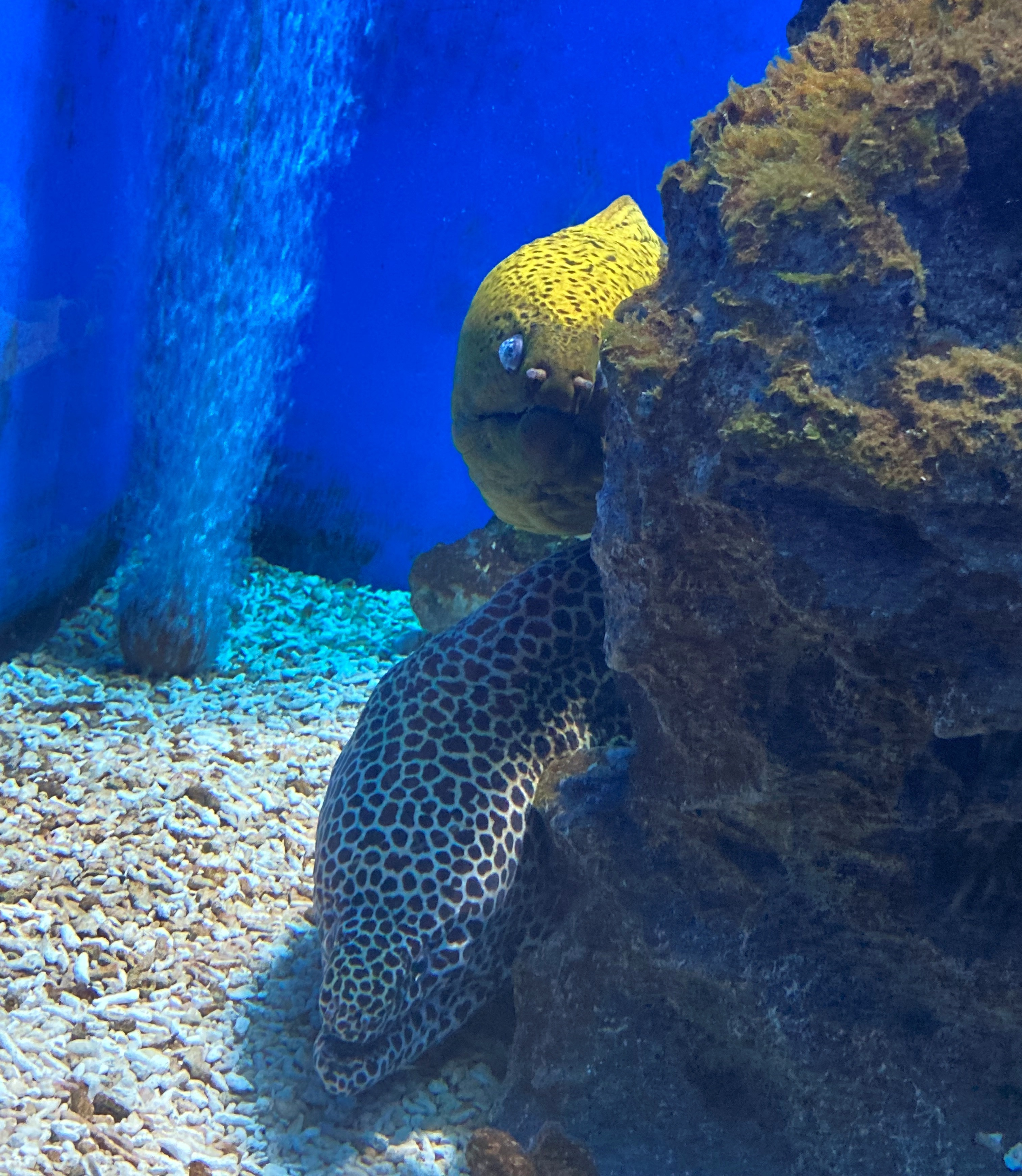
Мурены
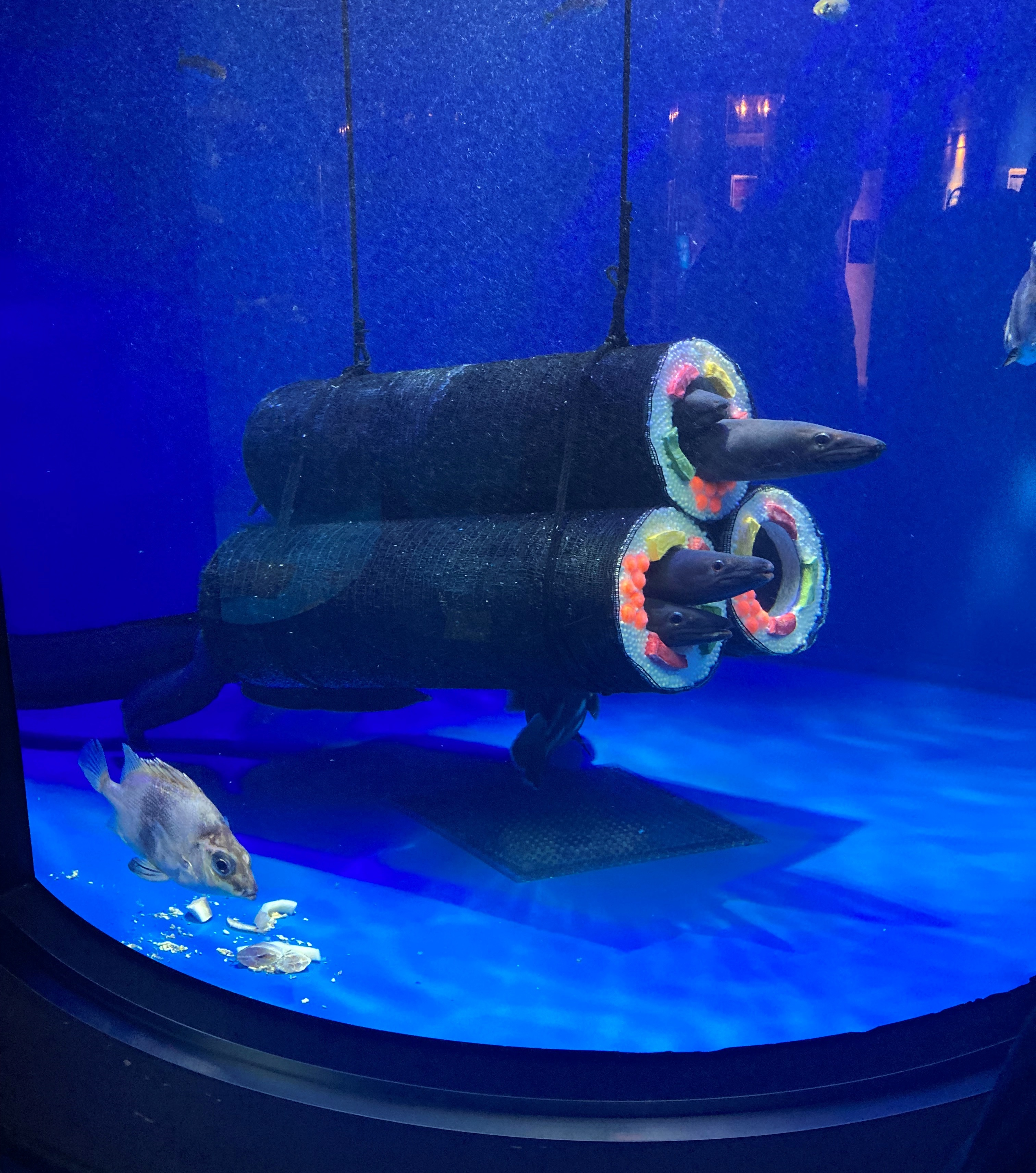
Морские угри
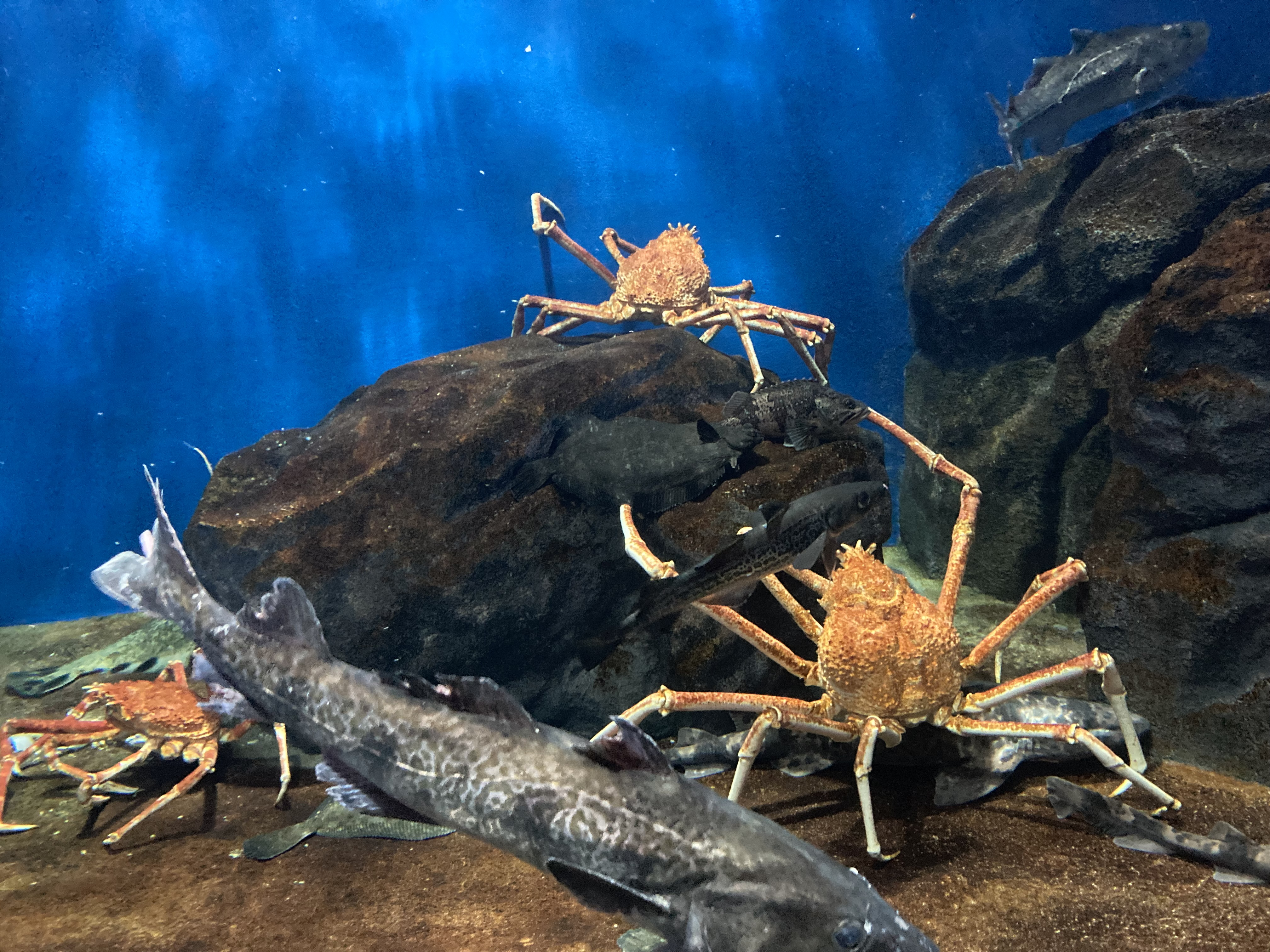
Большие крабы
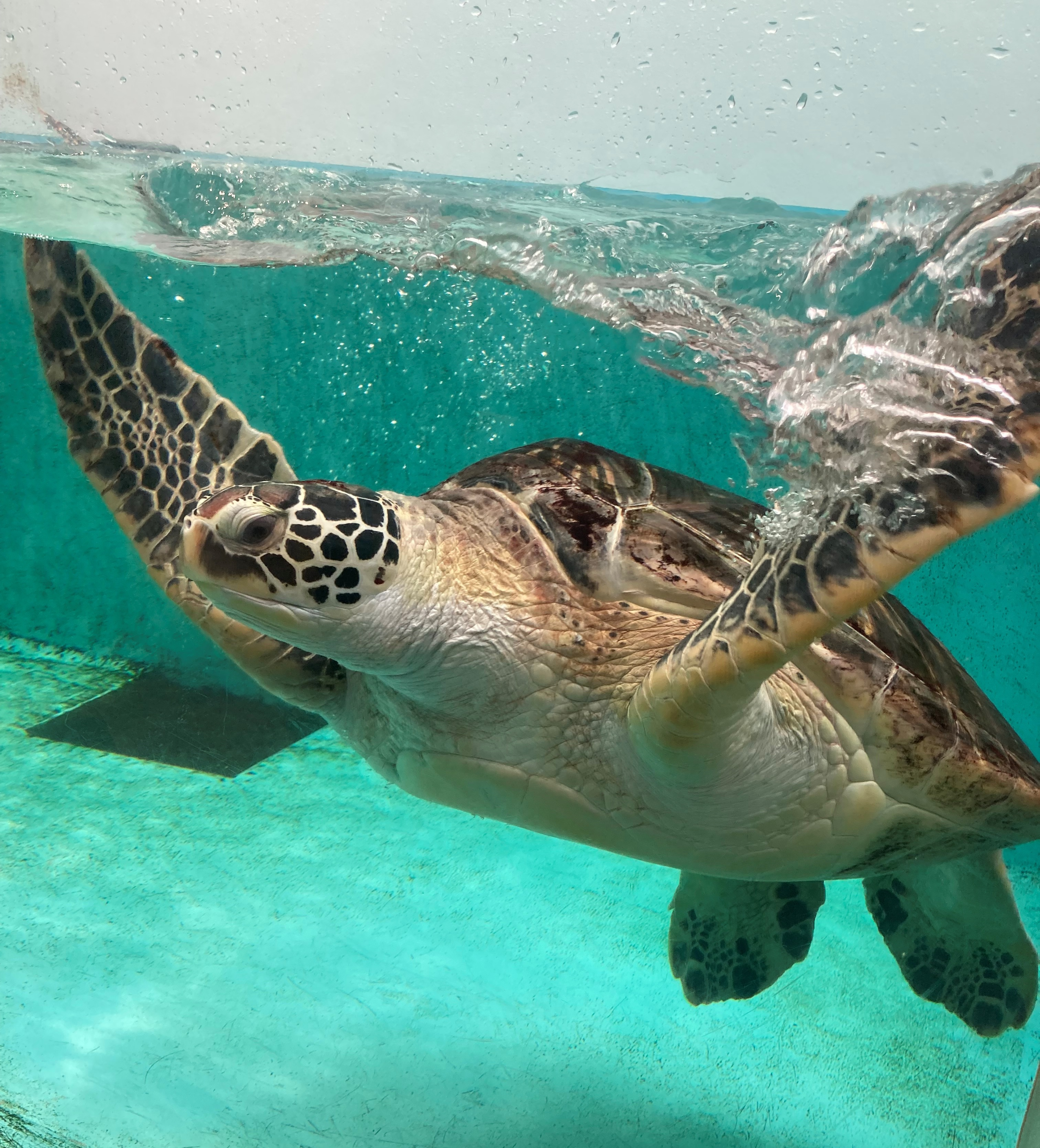
Большая черепаха
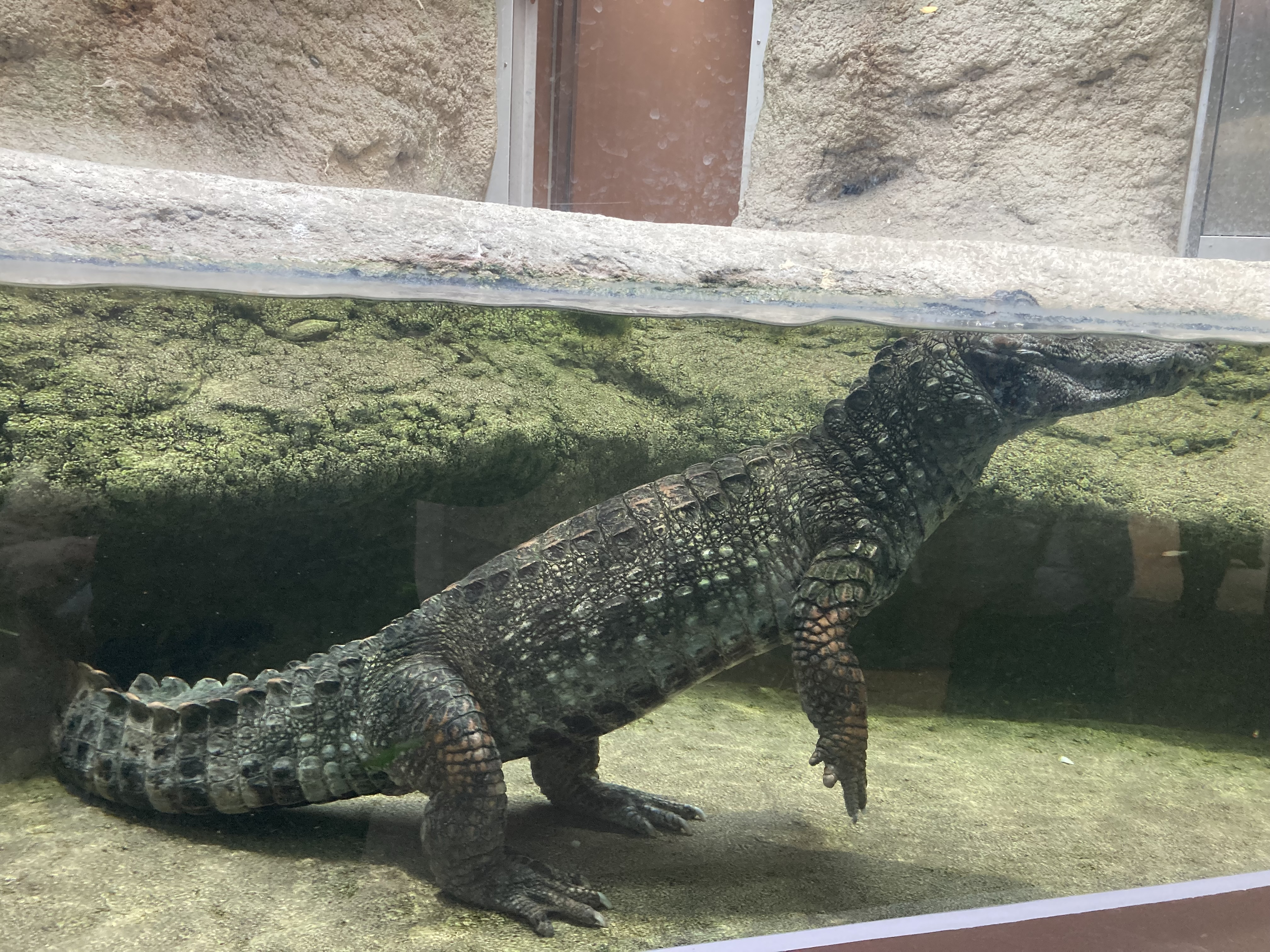
Крокодил
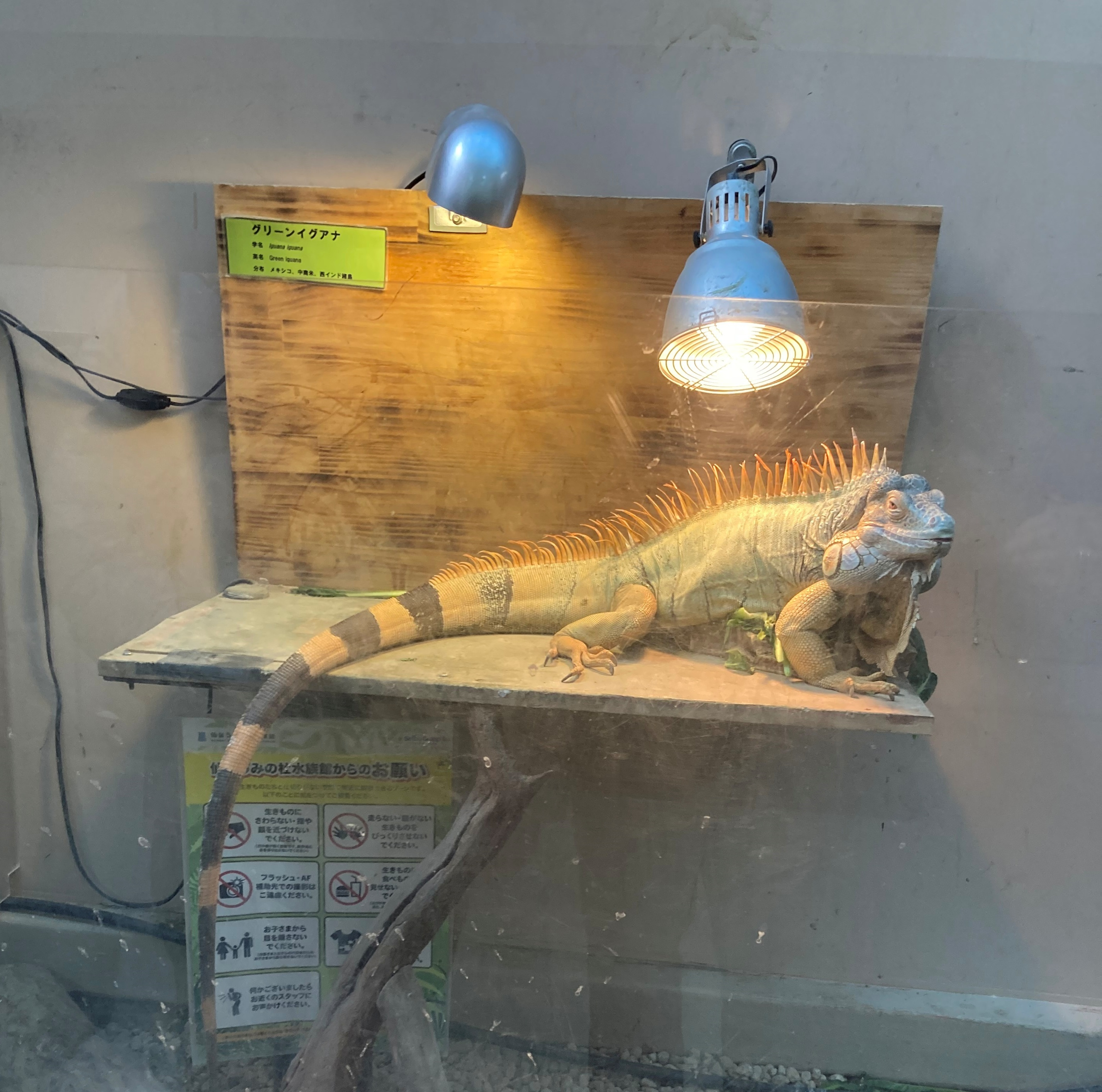
Игуана
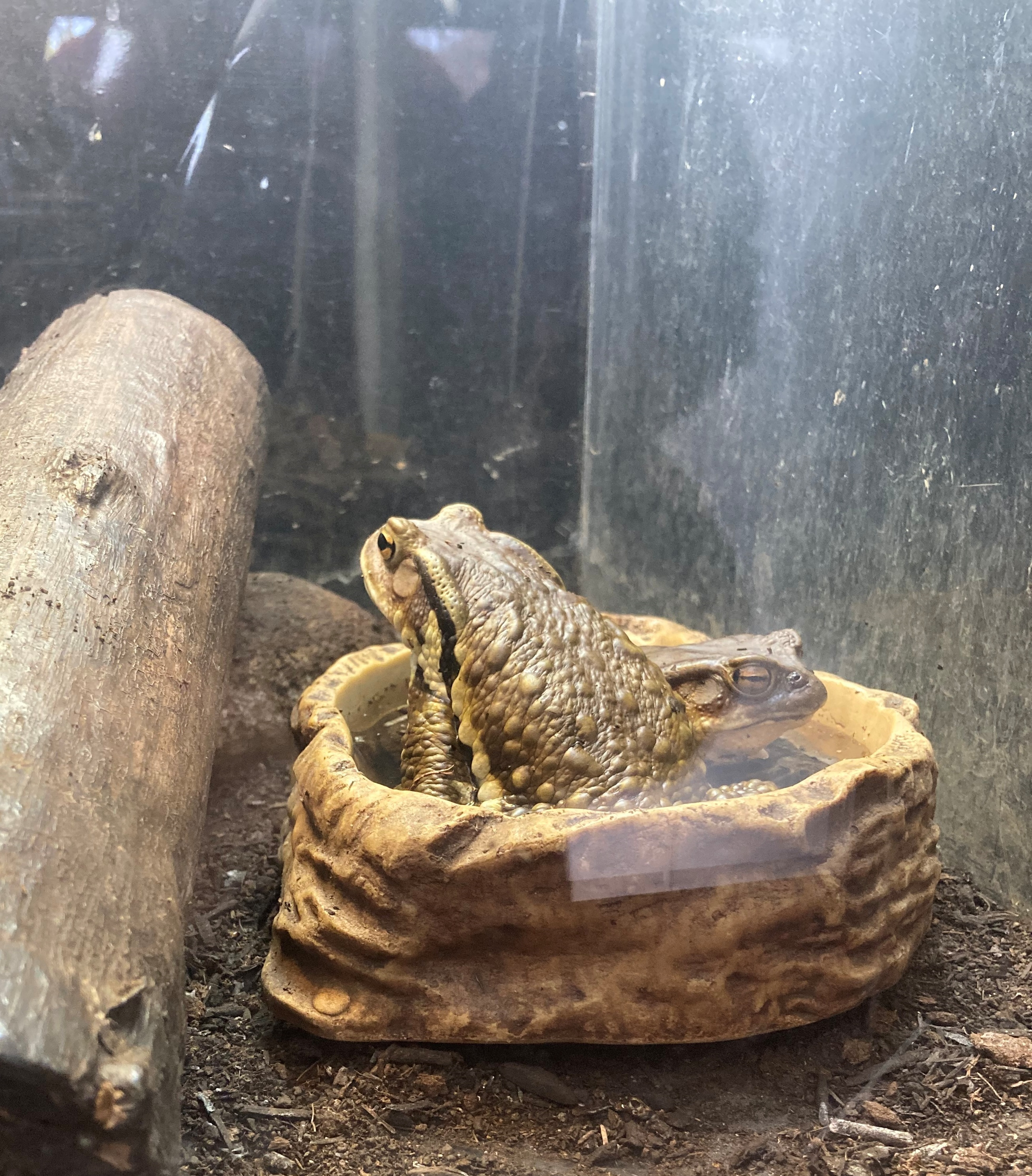
Жаба
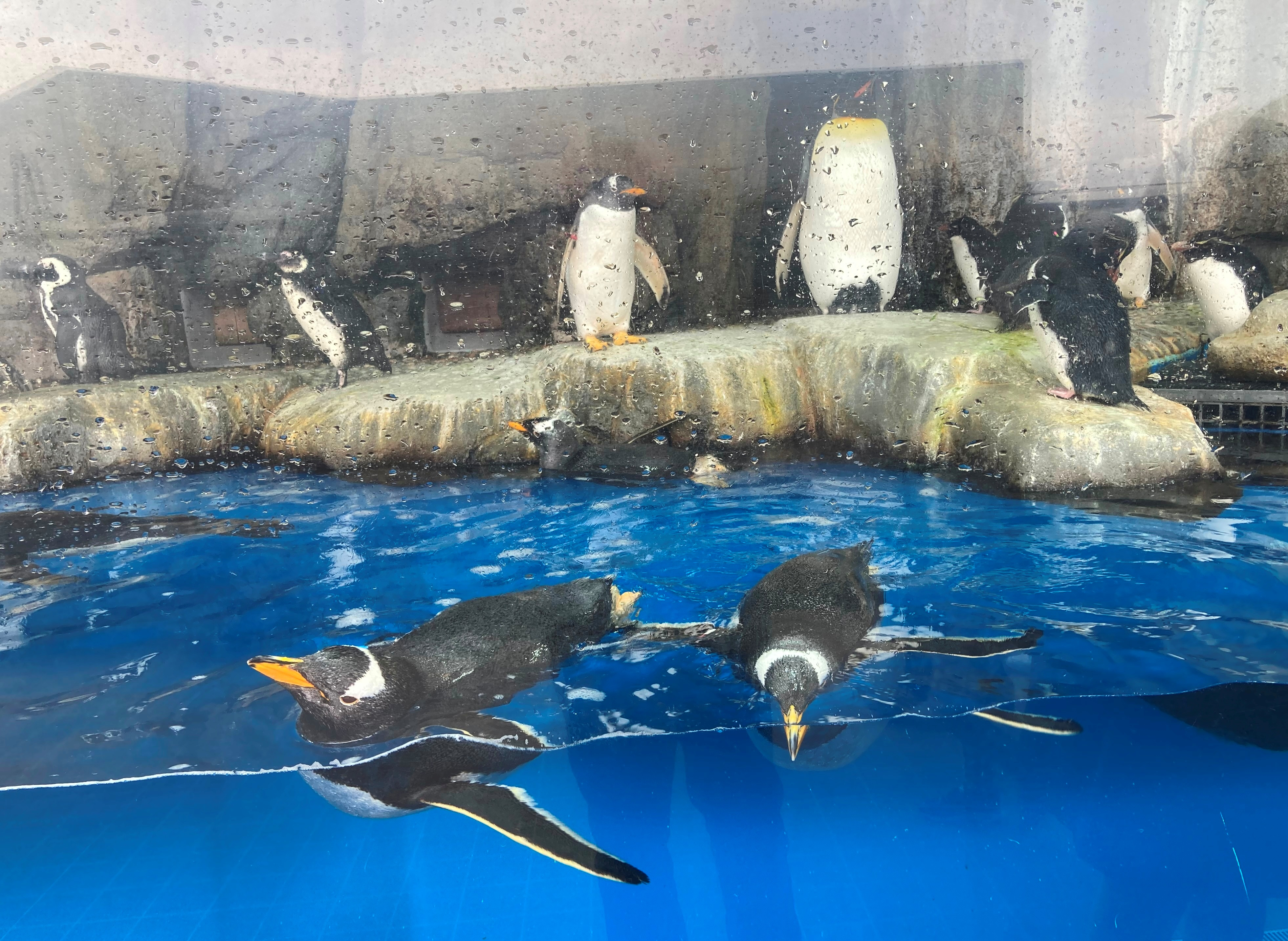
Пингвины

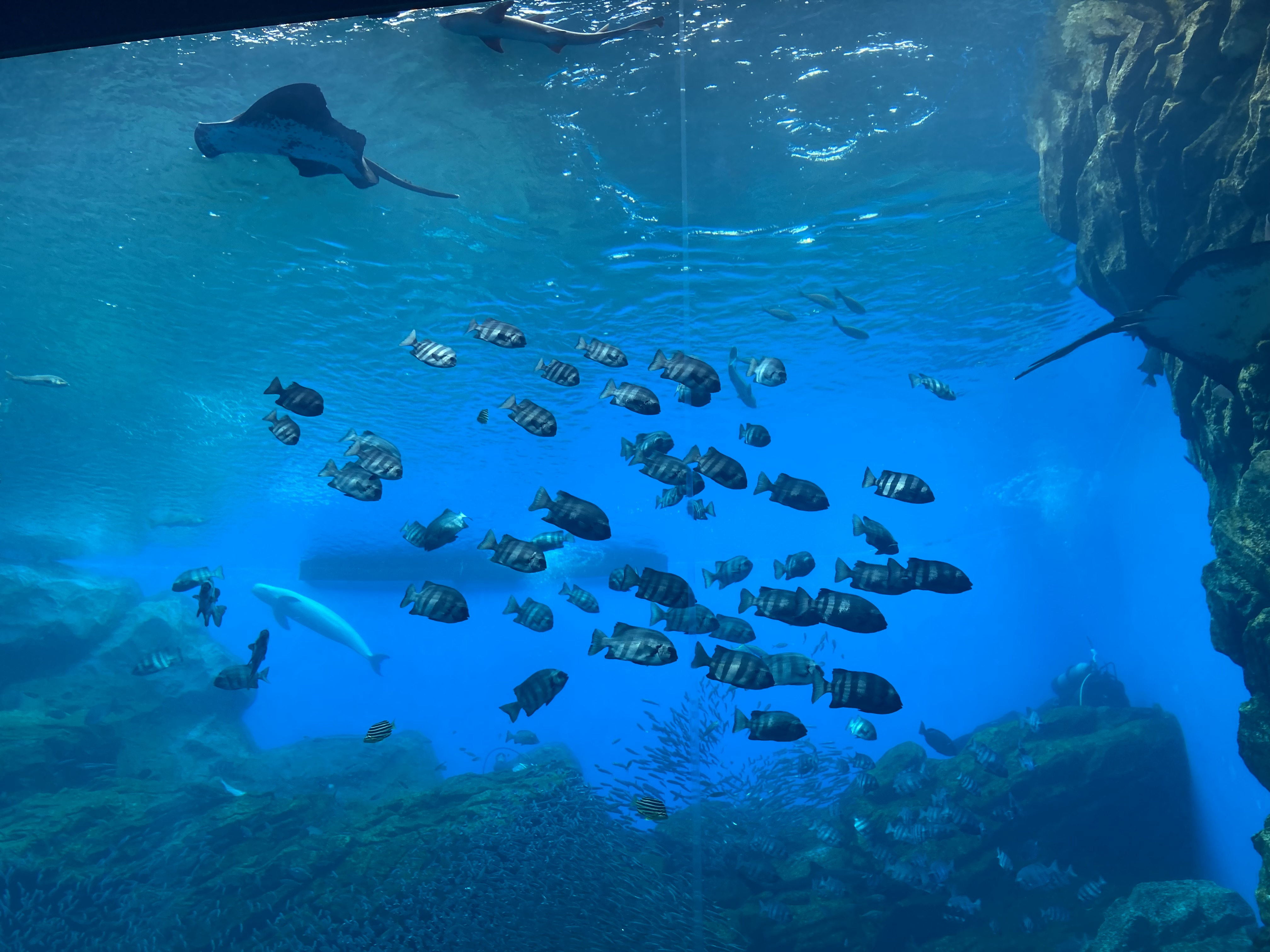
Большой аквариум
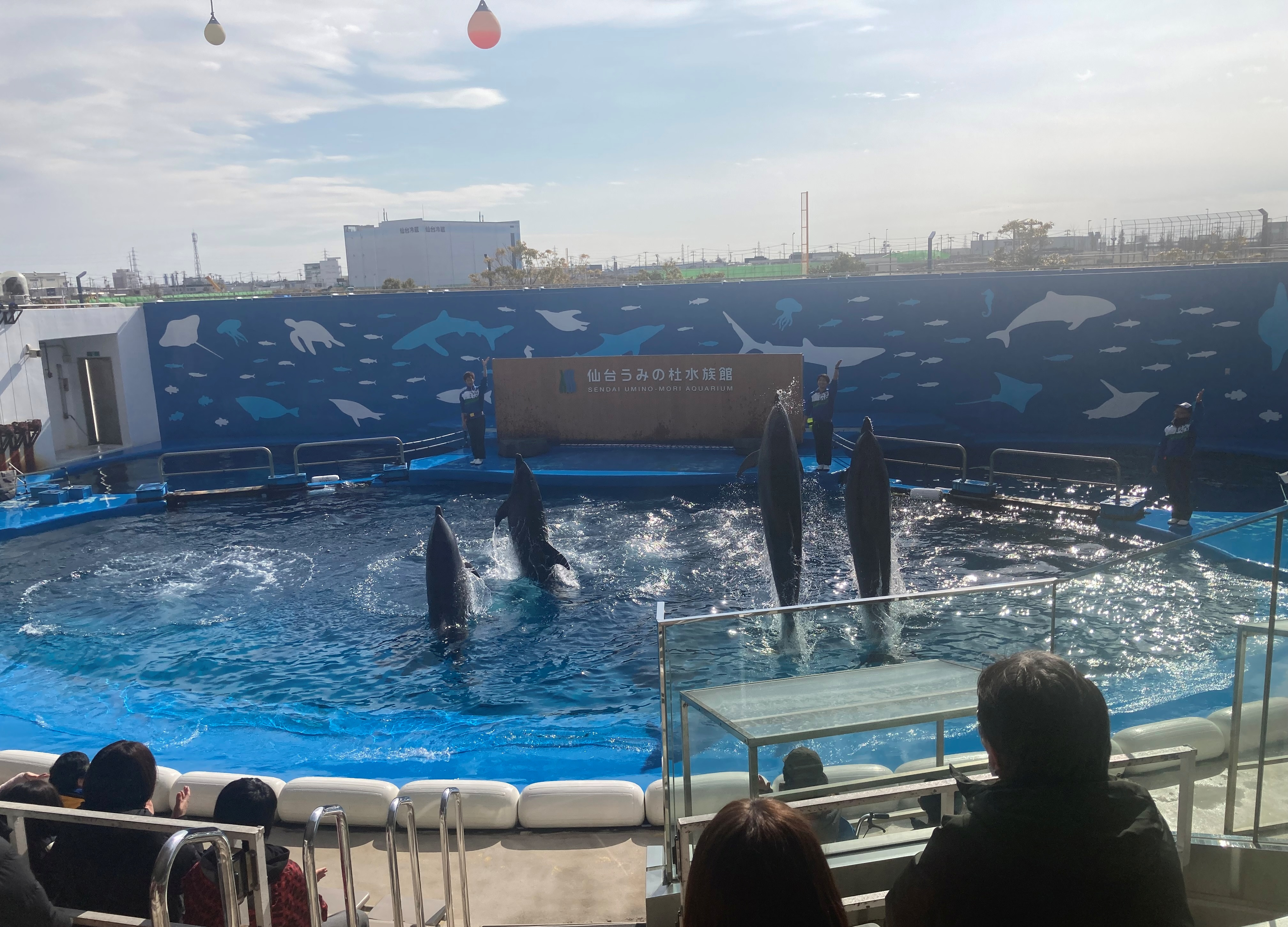
Шоу дельфинов